# Anselmo Lurago
Anselmo Martino Lurago (getauft 9. Januar 1701 in Como; † 29. November 1765 in Prag) war ein italienischer Baumeister.

## Leben
Er stammt aus einer Familie von Baumeistern aus dem Oberdorf von Pellio Intelvi bei Como. Sein Lehrer war Kilian Ignaz Dientzenhofer, Baumeister in Prag, dessen Tochter er später heiratete. Lurago beendete einige von Dientzenhofer begonnene oder entworfene Bauten. Bedeutungsvoll sind der Bau des Palais Czernin sowie die Fassadentürme der Stiftskirche am Augustiner-Chorherrenstift Prag-Karlshof. Daneben gilt er als Bauherr für kleinere kirchliche Bauwerke in Böhmen.

## Werke (Auswahl)
- Heilig-Kreuz-Kapelle auf der Prager Burg sowie Bauten in Hradschinvorstadt
- Kirche Mariä Himmelfahrt
- Kloster Strahov
- Palais Czernin
- Palais Goltz-Kinsky
- Palast Sylva-Taroucca
- Glockenturm der Kirche Sankt Nikolaus in Prag
- Kirche Sankt Clement in Clementinum
- Palast Caretto-Millessimo
- Innenräume der Schlosskapelle in Hořín
- Kirche und Kloster zu den Sieben Schmerzen Mariens in Rabenstein an der Schnella
- Kirche Sankt Johannes der Täufer in Osov
- Kirche Sankt Wenceslaus in Veliš
- Kirche Sankt Wenceslaus in Vysoká (Mělník District)
- Kirche Sankt Lorenz in Jezvá
- Kirche der Kreuzauffindung in Dubá